# Paratisiphone lyrnessa
Paratisiphone lyrnessa är en fjärilsart som beskrevs av William Chapman Hewitson 1872. Paratisiphone lyrnessa ingår i släktet Paratisiphone och familjen praktfjärilar. Inga underarter finns listade i Catalogue of Life.